# ホステル（宿泊施設）
サンドボックスに書き込まれた内容は、日本時間午前0時の時報とともに、この案内文（テンプレート）を残してすべて除去されます。ただし、実際は時報より少し遅れます。

過去の版は、履歴からたどることができます。著作権上問題のある書き込みや、エチケットに反する書き込みなどはやめてください。もしそのような書き込みを見つけたときは、Wikipedia:管理者伝言板/各種初期化依頼に連絡してください。
1. このページを編集するにはページ上部の[編集]タブをクリックしてください。なお、外装が「ベクター」以外の場合は、[編集]タブが別位置でのリンクになっていることがありますので、注意してください。
2. 画面のタイトルが「「Wikipedia:サンドボックス」を編集中」に変わり、テキストボックスに自由に文章を書き込むことができます。
3. テキストの編集が終わり、編集内容の要約欄に編集内容についての要約や出典などを記入してから、テキストボックスの下にある「プレビューを表示」をクリックして、編集した結果がどのように表示されるかを確認しましょう。そこで表示がうまくいっているか、マークアップのミスや誤字・脱字などがないかを確認します。問題がなければ、「ページを保存」をクリックしてください。ページが更新され内容が変わります。
4. カテゴリタグの練習もできますが、テスト終了後は記述したカテゴリタグを必ず消去してください。

ホステル(宿泊施設)

## 概要
ホステルとは、主に相部屋（ドミトリー）形式を採用し、宿泊費を抑えた旅行者向けの宿泊施設である。トイレやシャワーなどの設備は共用であることが多く、ラウンジやキッチンなどの共用スペースを通じた宿泊者同士の交流が特徴とされる。
日本では「簡易宿所営業」に分類されることが多く、ホテルや旅館とは異なる形態で運営されている。

## 歴史
ホステルの起源は、1909年にドイツの教師リヒャルト・シルマンが提唱した「ユースホステル運動」にさかのぼる。彼は青少年向けの安全かつ安価な宿泊施設の必要性を訴え、1912年に世界初のユースホステルを開設した。
その後、ユースホステルの形態が一般化し、非営利団体による運営から民間によるホステル運営へと広がっていった。現在では、バックパッカーや若年層だけでなく、幅広い層の旅行者が利用する施設となっている。

## 特徴
ホステルの主な特徴は以下の通りである：*相部屋（ドミトリー）形式が中心だが、個室を提供する施設もある。*共用スペース（キッチン、ラウンジ、ダイニングなど）を設け、宿泊者同士の交流を促進。*宿泊費が安価で、長期滞在や低予算旅行に適している。*国際色豊かな利用者層が多く、異文化交流の場としても機能する。

## ホテル・ゲストハウスとの違い
| 項目     | ホステル   | ホテル         | ゲストハウス     |
| -------- | ---------- | -------------- | ---------------- |
| 部屋形式 | 相部屋中心 | 個室中心       | 相部屋・個室混在 |
| 設備     | 共用が多い | 専用設備が多い | 簡素な設備       |
| 価格帯   | 安価       | 高価           | 安価             |
| フロント | あり       | あり           | なしの場合も     |
| 交流の場 | 多い       | 少ない         | 少ない           |

## 日本におけるホステル
日本では、1951年に「日本ユースホステル協会」が発足し、ユースホステルの普及が始まった。高度経済成長期には旅行ブームとともに施設数が増加したが、ビジネスホテルやカプセルホテルの台頭により一時的に減少した。
近年では、訪日外国人観光客の増加やインバウンド需要の高まりにより、再びホステルが注目されている。東京や京都、大阪などの都市部を中心に、デザイン性や機能性を重視した新しいタイプのホステルが増えている。